# Drosophila amaguana
Drosophila amaguana är en tvåvingeart som beskrevs av Ana I. Vela och José Albertino Rafael 2004.

## Taxonomi och släktskap
Drosophila amaguana ingår i artgruppen Drosophila mesophragmatica och artundergruppen Drosophila mesophragmatica.

## Utbredning
Artens utbredningsområde är Ecuador.